# Sanaroa
Sanaroa ist eine vulkanische Insel in der Salomonensee. Sie liegt im Zentrum der D’Entrecasteaux-Inseln, die zum Distrikt Esa’Ala der Milne Bay Province in Papua-Neuguinea gehören. Sanaroa gehört zur Dobu Rural LLG (Local Level Government) Area des Distrikts Esa’Ala. Knapp 5 Kilometer westlich liegt die Insel Fergusson.
Die Insel erreicht im Norden eine Höhe von 212 Metern.
Zur Volkszählung 2000 hatte die Insel 692 Einwohner in zwei Dörfern. Der gleichnamige Hauptort (auch Etana) mit 418 Einwohnern liegt im Süden, und Siawawa mit 274 Einwohnern an der Ostküste. Das dritte genannte Dorf Udaudana an der Westküste war unbewohnt. Etwa an der Stelle von Udaudana ist auf der topographischen Karte von 1962 der Ort Gurawaia verzeichnet, als einziger Ort der Insel.
In einer Stimmbezirksübersicht von 2012 werden noch weitere Dörfer erwähnt, nämlich Maiaru, Laua und Tewala. Im Fall von Tewala (auch Tewara genannt) handelt es sich jedoch um eine separate Insel 11 km nördlich von Sanaroa, die nur wahlkreismäßig zu Sanaroa gehört.